# آنتون دیابلی

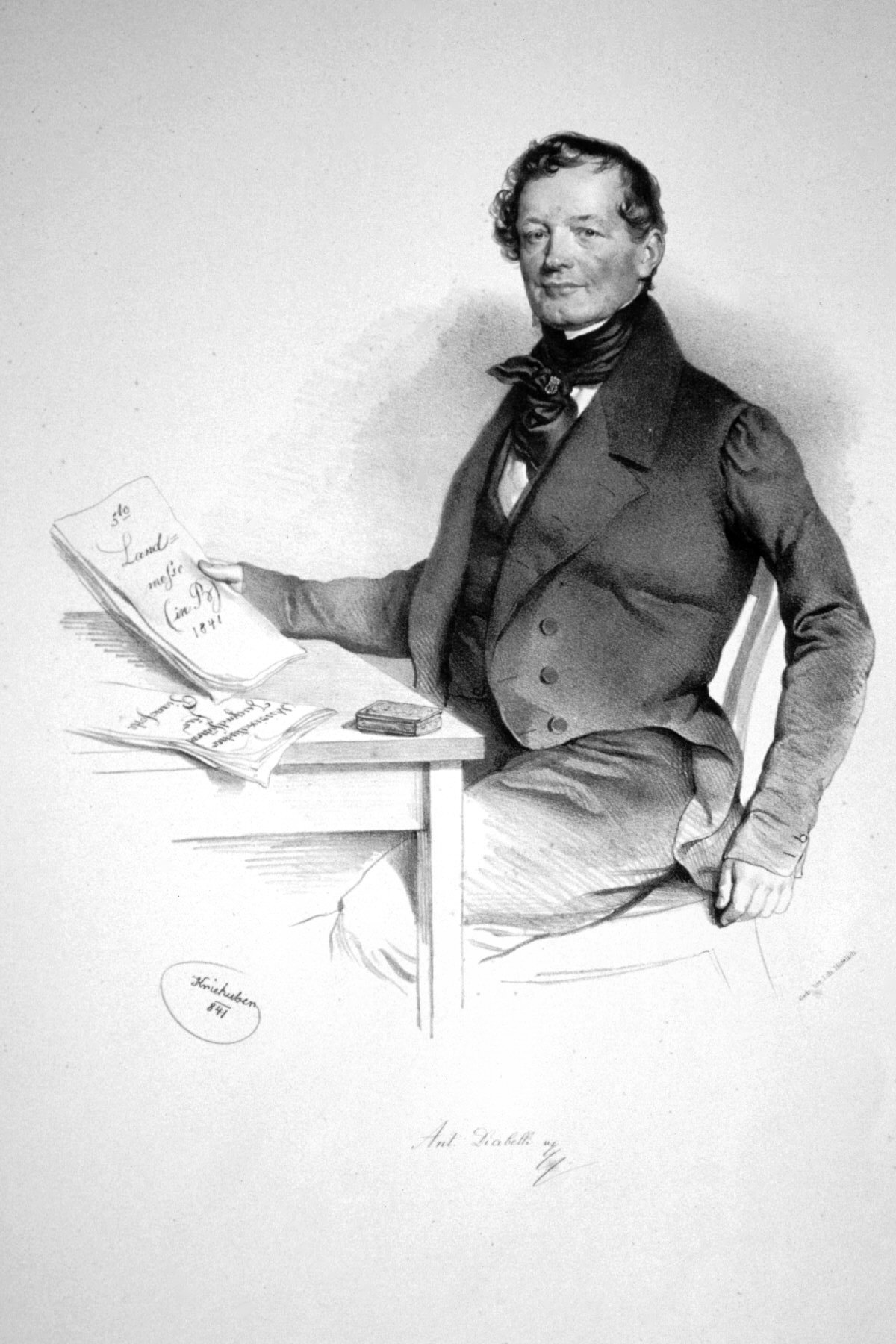
آنتون دیابلی

آنتون دیابِلی یا آنتونیو دیابِلی (به آلمانی: Anton (Antonio) Diabelli) (زادهٔ ۵ سپتامبر ۱۷۸۱ - درگذشتهٔ ۸ آوریل ۱۸۵۸) نوازنده، آهنگساز و ناشر موسیقی اهل اتریش با اصالت ایتالیایی بود.
دیابلی نزد یوزف هایدن درس آهنگسازی آموخت. از سال ۱۸۰۷ جزو شخصیت‌های بانفوذ موسیقی شهر وین محسوب می‌شد و با بتهوون آشنایی داشت. دیابلی آثاری نیز برای اپرا و رقص نوشته‌است. او از سال ۱۸۱۸ به‌عنوان ناشر موسیقی فعالیت کرد.
بتهوون، در میانهٔ سال‌های ۱۸۱۹ تا ۱۸۲۳، براساس یک والس از دیابلی، ۳۳ واریاسیون برای پیانو تصنیف کرد که به واریاسیون‌های دیابلی (اپوس ۱۲۰) معروف است.